# Die Resel
Die Resel ist eine Erzählung der österreichischen Schriftstellerin Marie von Ebner-Eschenbach (1830–1916), die 1883 in den Dorf- und Schlossgeschichten erschienen ist.

## Inhalt
Der Oberförster erzählt dem Grafen und der Gräfin die Geschichte der armen Resel. Dem Grafen war während der Jagd einer der Jagdgehilfen aufgefallen, der den ganzen Tag nicht den Mund aufgetan hat. Als sie im Wald bei einem einsamen einfachen Grab vorbeikamen, war der Gehilfe auch zu keiner Auskunft darüber bereit. Der Oberförster klärte nunmehr die neugierige Gräfin darüber auf, warum die verstorbene Resel nicht auf dem Friedhof, sondern mitten im Wald bestattet wurde.
Resel war die Tochter eines Müllers. Sie ist von klein auf sehr lebhaft gewesen, konnte laufen und springen wie keine Zweite. Ihr Spielkamerad Toni wurde zu ihrem Liebsten, was aber den Eltern nicht recht war, denn Toni war noch sehr jung und als Heger auch arm. Sie hatten für Resel den Sohn des Wirts, Andreas, vorgesehen. In ihrer Not verließ Resel eines Nachts heimlich ihr Elternhaus und ging zu Toni in dessen weit entfernt im Wald liegendes Häuschen. Die besorgten Eltern schickten den alten Beichtvater Vitalis zu ihr und ließen ihr ausrichten, dass sie ihr verziehen und mit der Hochzeit zwischen Resel und Toni einverstanden wären. Resel war überglücklich und von Dankbarkeit ihren Eltern gegenüber erfüllt. Doch wollte sie nicht gleich allein mitkommen, sondern gemeinsam mit Toni die Eltern um Verzeihung bitten. Als Toni am Abend nach Hause kam, wollte er aber plötzlich vom Heiraten nichts mehr wissen, da er schlechter Laune war. Resel war darüber tief getroffen. Sie ergriff eine an der Wand hängende Pistole, fragte noch ein letztes Mal, ob Toni mit ihr kommen wolle, und als dieser ihr die Pistole entreißen will, löst sich ein Schuss und Resel bricht zusammen. Toni eilt zum Pfarrer, doch dieser verlangt, dass Resel zuerst in ihr Elternhaus zurückkehren und die Verzeihung ihrer Eltern erlangen müsse, dann werde er ihr dort die Kommunion reichen. So brachte man sie in ihr Elternhaus. Ehe sie noch das Sakrament erhalten hatte, stürzte Toni verzweifelt herein. Sie verzieh ihm und starb friedlich in dem Bewusstsein, dass die Eltern ihr und sie ihrem Toni verziehen hatte. Die Menschen aber verweigerten ihr als Selbstmörderin ein Begräbnis auf dem Friedhof. Der schweigsame Jagdgehilfe hingegen war Toni gewesen.